# Henry Raabe
Pour les articles homonymes, voir Raabe.
Henry Raabe Mendes, né le 14 mars 1983 à Cartago, est un coureur cycliste costaricien. Il participe à la course en ligne des Jeux de Pékin en 2008.

## Repères biographiques
Henry Raabe a été deux fois vainqueur du Tour du Costa Rica en 2006 et en 2007, tout en terminant deuxième en 2005 et en 2010. Il est monté également six fois sur la plus haute marche du podium des championnats du Costa Rica (trois dans la course en ligne, trois en contre-la-montre).
Au mois de mai 2012, les médecins lui diagnostiquent un cancer du système lymphatique. Au mois de septembre, le propriétaire de son équipe, Daniel Muñiz annonce qu'il est en voie de rémission. Sa participation au prochain Tour du Costa Rica, qui était pourtant une de ses sources de motivation, est néanmoins écartée. Il y participe, toutefois, en tant que directeur sportif de son équipe. Après avoir été opéré au niveau de la rate et de la vésicule biliaire, il endure avec succès ses séances de chimiothérapie et de radiothérapie. Le corps médical lui annonce la rémission de son mal en décembre.
Dès lors, il s'entraîne et tente de redevenir compétitif pour pouvoir s'aligner au départ de son Tour national. Il reprend la compétition en avril 2013 et remporte cinq victoires, dont son troisième titre de champion national du contre-la-montre. À la mi-novembre, il part parfaire sa condition à la Vuelta a Chiriquí, au Panama pour le but qu'il s'était fixé durant sa maladie, la Vuelta a Costa Rica.
Le 23 septembre 2015, Il est victime d'une violente chute lors de la Vuelta a San Carlos. Henry est relevé avec un fracture du crâne et un traumatisme à l'épaule. À la suite de cet accident survenue à Alajuela, il prend part aux compétitions de paracyclisme à partir de janvier 2017. Médaillé d'argent aux Jeux panaméricains à Lima, il est automatiquement qualifié pour les Jeux paralympiques de Tokyo. Pourtant à l'été 2020, Henry Raabe passe une batterie d'examens qui révèle qu'il souffre d'un lymphome non hodgkinien, cancer qui s'attaque aux globules blancs et, plus généralement au système immunitaire. En août de la même année, Raabe entame sa chimiothérapie. Pour lui, la bicyclette fut partie intégrante de son processus de guérison en 2012 et il reste persuadé qu'il sera au départ de la course aux Jeux. Et en effet, un an plus tard, il participe, dans la catégorie C3, aux épreuves cyclistes de course en ligne (en) et de contre-la-montre (en) des Jeux paralympiques de Tokyo.

## Palmarès
- 2002
  - 8e et 11e étapes du Tour du Costa Rica
- 2003
  - 3ea (contre-la-montre par équipes) et 9e étapes du Tour du Costa Rica
- 2004
  - 5e étape du Tour du Costa Rica (contre-la-montre par équipes)
- 2005
  -  Champion du Costa Rica sur route espoirs
  -  Champion du Costa Rica du contre-la-montre espoirs
  - 6e étape du Tour du Costa Rica
  - 2e du Tour du Costa Rica
- 2006
  -  Champion du Costa Rica sur route
  -  Champion du Costa Rica du contre-la-montre
  - 1rea étape de la Vuelta a Chiriquí (contre-la-montre)
  - Tour du Costa Rica :
    - Classement général
    - Prologue, 3e (contre-la-montre) et 5e étapes
- 2007
  - 1rea (contre-la-montre) et 6e étapes de la Vuelta a Chiriquí
  - Tour du Costa Rica :
    - Classement général
    - 3e (contre-la-montre), 7e, 8e et 13e étapes

  - 3e du championnat du Costa Rica du contre-la-montre
- 2008
  -  Champion du Costa Rica du contre-la-montre
  - 2e du championnat du Costa Rica sur route
- 2009
  -  Champion du Costa Rica sur route
- 2010
  -  Champion du Costa Rica sur route
  - 9e étape du Tour du Costa Rica
  -  Médaillé d'argent du contre-la-montre aux Jeux d'Amérique centrale
  - 2e du championnat du Costa Rica du contre-la-montre
  - 2e du Tour du Costa Rica
  -  Médaillé de bronze du contre-la-montre aux Jeux d'Amérique centrale et des Caraïbes
  - 8e du championnat panaméricain du contre-la-montre
- 2011
  - 1re étape du Tour du Costa Rica
- 2013
  -  Champion du Costa Rica du contre-la-montre
  - Vuelta a Chiriquí :
    - Classement général
    - 1re, 4e (contre-la-montre par équipes) et 9e (contre-la-montre) étapes
- 2014
  - Tour du Nicaragua :
    - Classement général
    - 2e et 3e (contre-la-montre) étapes

  - 9e étape du Tour du Costa Rica
  - 3e du championnat du Costa Rica sur route
- 2015
  - 3e du championnat du Costa Rica du contre-la-montre

## Classements mondiaux
| Année            | 2006 | 2007 | 2008 | 2009 | 2010 | 2011 | 2012 | 2013 | 2014 | 2015 | 2016 | 2017 |
| ---------------- | ---- | ---- | ---- | ---- | ---- | ---- | ---- | ---- | ---- | ---- | ---- | ---- |
| UCI America Tour | 41e  | 12e  | 6e   | 281e | 42e  | 34e  | 208e | 235e | 74e  | 430e |      | 487e |